# Peter Auer
Josef Christian Peter Auer (* 25. Dezember 1954 in Regensburg) ist ein deutscher Linguist.

## Leben
Er studierte allgemeine Linguistik, germanistische Linguistik und Soziologie sowie Psychologie an den Universitäten Köln, Konstanz und Manchester. Von 1980 bis 1989 war er wissenschaftlicher Mitarbeiter und später Assistenzprofessor an der Fakultät für Linguistik der Universität Konstanz, wo er 1983 seine Promotion abschloss. Das Thema seiner Dissertation lautete Zweisprachige Konversationen. Code-Switching und Transfer bei italienischen Migrantenkindern in Konstanz. 1988 legte Peter Auer seine Habilschrift vor.
1989 war er Heisenberg-Stipendiat und später Professor für Germanistische Sprachwissenschaft an der Universität Hamburg. Er lehnte Rufe an die Universitäten München, Mainz und Bangor ab. 
Von April 1998 bis zum März 2023 lehrte er als Professor für Deutsche und Allgemeine Linguistik an der Albert-Ludwigs-Universität Freiburg.

## Ehrungen
- Landesforschungspreis für seine Leistung auf dem Gebiet der Linguistik

## Schriften (Auswahl)
- Zweisprachige Konversationen. Code-Switching und Transfer bei italienischen Migrantenkindern in Konstanz (= Schriftenreihe des SFB 99), Konstanz 1983, OCLC 1071676488.
- Phonologie der Alltagssprache. Zur Beschreibung von Variation am Beispiel des Konstanzer Stadtdialekts (= Studia Linguistica Germanica), de Gruyter, Berlin 1990, ISBN 3-11-011954-4.
- mit Karl Joos: Kleiner Seealemannischer Wortschatz gehoben auf Konstanzer Grund . Konstanz 1988, ISBN 3-922305-34-2.
- Phonologie der Alltagssprache. Eine Untersuchung zur Standard/Dialekt-Variation am Beispiel der Konstanzer Stadtsprache. Berlin 1990, ISBN 3-11-011954-4.
- mit Inci Dirim: Türkisch sprechen nicht nur die Türken. Über die Unschärfebeziehung zwischen Sprache und Ethnie in Deutschland. Berlin 2004, ISBN 3-11-018092-8.
- mit Harald Baßler (Hrsg.): Reden und Schreiben in der Wissenschaft. Campus, Frankfurt am Main, New York 2007, ISBN 3-593-38213-X.
- Sprachliche Interaktion. Eine Einführung anhand von 22 Klassikern. Berlin 2013, ISBN 3-11-030984-X.